# عباس شريف
عباس شريف سياسي ورجل أعمال باكستاني. والأخ الأصغر لنواز شريف وشهباز شريف. انتخب كعضو في المجلس الوطني الباكستاني في الانتخابات الباكستانية العامة 1993. توفي في يناير من العام 2013.